# Iphitime loxorhynchi
Iphitime loxorhynchi är en ringmaskart som beskrevs av Hartman 1952. Iphitime loxorhynchi ingår i släktet Iphitime och familjen Dorvilleidae. Inga underarter finns listade i Catalogue of Life.